# Laguna Willcacocha
Willcacocha (Quechua: willka = nieto, qucha= laguna) es una laguna de la Cordillera Negra localizada en el distrito y provincia de Huaraz en la región Áncash, Perú. El mirador en Willcacocha está considerado como uno de los mejores miradores naturales en el Callejón de Huaylas para observar la Cordillera Blanca.

## Ubicación

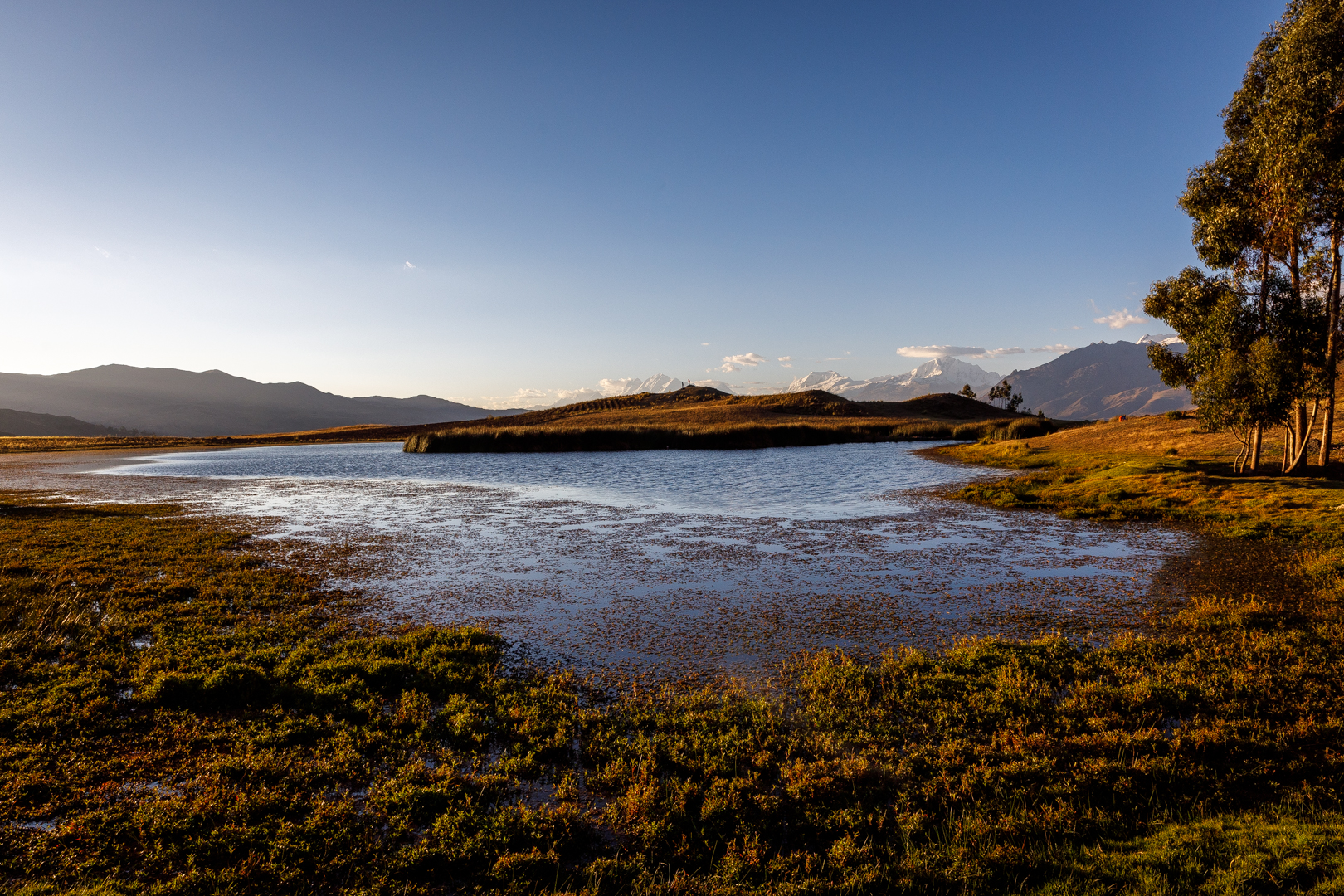
Willcacocha de 2018

Willcacocha, está localizada en 9°35′48″S 77°31′54″O / -9.59667, -77.53167 en la Cordillera Negra a una elevación de 3745 m s.n.m. cerca del Centro Poblado de Santa Cruz, en el distrito de Huaraz.
Sus aguas son de color verde oscuro. 
Por su ubicación constituye un mirador excepcional de la Cordillera Blanca, permitiendo identificar picos como el Huandoy, hacia el norte, pasando por el Huascaran, Chopicalqui, Hualcan, Copa, Vallunaraju, Ocshapalca, Ranrapalca, Palcaraju, Churup, Chinchey, San Juan, Huamashraju, Huantsán, Cashan, Shacsha, Pucaraju, Muruaraju hasta Caullaraju por el sur.

## Información turística
Esta es una caminata fácil, adecuada para excursionistas de todos los niveles de condición física, incluidos aquellos con poca o ninguna experiencia previa en caminatas. Esta caminata se puede completar en aproximadamente tres horas desde el puente Santa Cruz.

### Ruta de acceso
Para llegar a la laguna Willcacocha, será necesario partir con una combi desde el paradero de la línea 10 y la línea E (Jr. Hualcán a las alturas del Mercado Central), con dirección a Olleros (al sur) hasta llegar al puente de Santa Cruz en Chiwipampa. El punto de inicio de la caminata es el puente que cruza el río Santa, se avanza atravesando el centro poblado de Santa Cruz y se sigue con rumbo al oeste por una gran subida por una hora más hasta llegar a la laguna.

## Estado actual
Se encuentra en buen estado de conservación porque no presenta ningún indicio de contaminación gracias a los cuidados del centro poblado de Santa Cruz. Se realizan actividades de limpieza también desde la municipalidad de Huaraz.

## Flora y fauna
Esta laguna tiene una especial importancia porque a pesar de estar localizada en la cordillera Negra, presenta diversidad de flora y fauna, destacando 8 especies de aves: 
- Zambullidor blanquillo
- Yanavico

- Gallareta
- Pato puna
- Pato sutro
- Pato rana
- Gaviota andina
- China linda o caracara

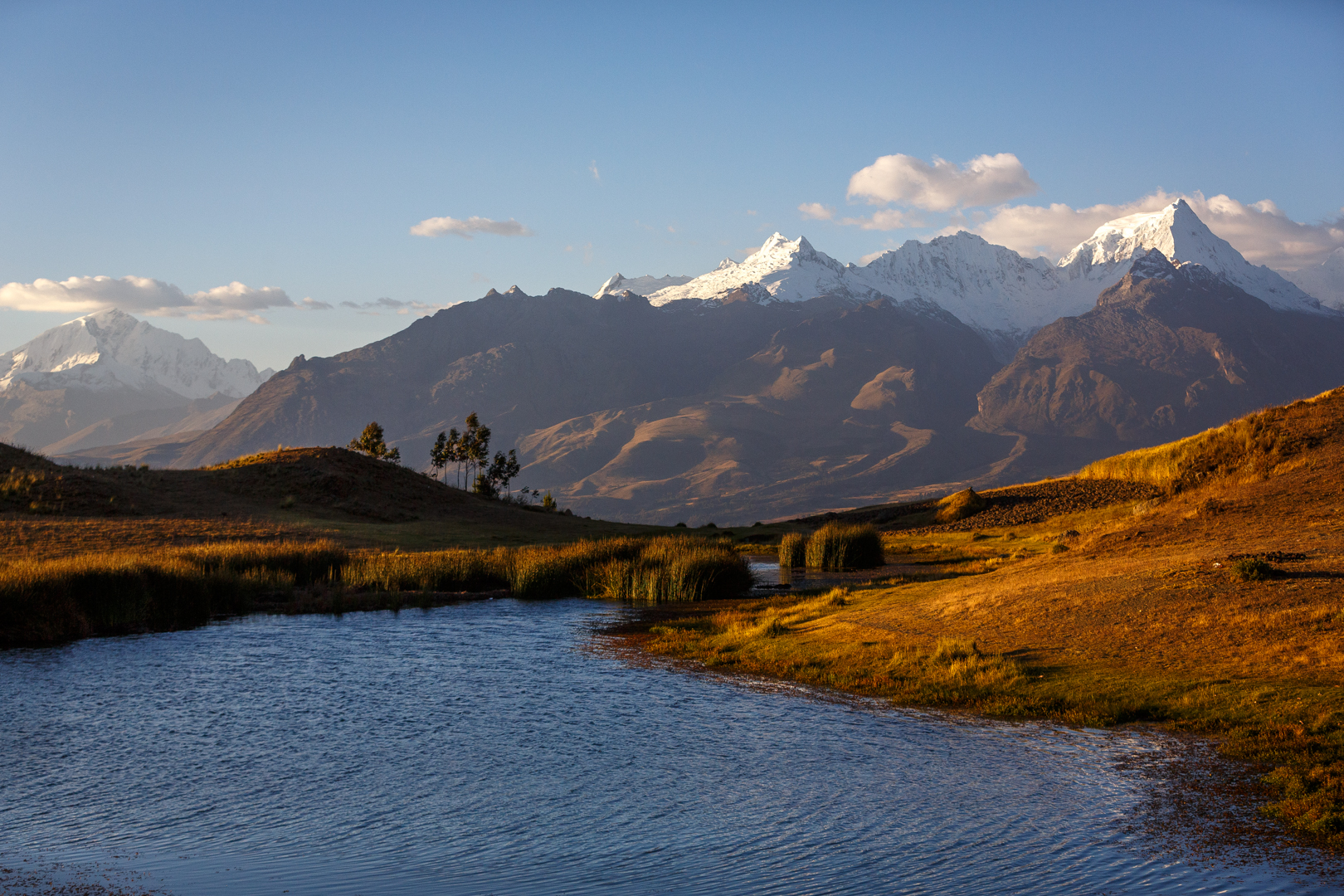
Willcacocha en 2018.

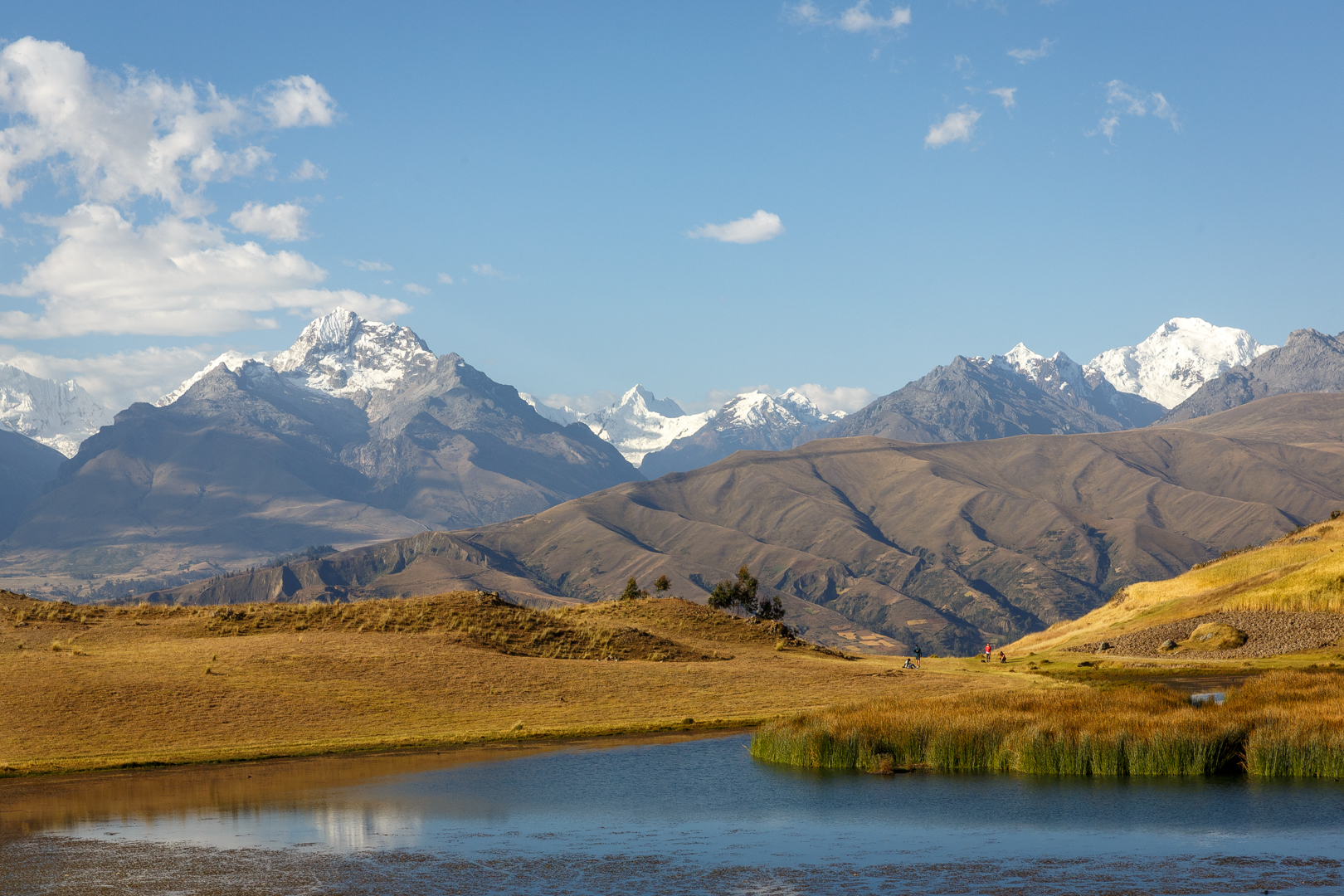
Willcacocha en 2018, a la derecha el nevado Churup.

Es también posible observar águilas y halcones (Falco sparverius) en la zona.
Entre las plantas se encuentran:
- La totora
- El cushuro

- La chanquillhua de colores rojo, rosado, marrón y verde.

La zona de totorales dentro de la laguna es propicia para la anidación de las aves. En los alrededores se encuentra plantas como el quenual, el ichu y la tanya.